# Your Love (singel Nicole Scherzinger)
Your Love – pierwszy singel amerykańskiej artystki Nicole Scherzinger pochodzący z drugiego albumu piosenkarki Big Fat Lie. Piosenka została wyprodukowana przez Teriusa "The-Dream" Nasha oraz Christophera "Tricky" Stewarta z pomocą Barta Schoudela. Oficjalnie singel wydano 30 maja 2014 roku z ramienia wytwórni Sony Music.

## Historia
Wraz z zakończeniem dziewiątej edycji brytyjskiej wersji X Factor, Scherzinger postanowiła skupić się na drugim albumie studyjnym. W marcu 2013 roku wydała singel "Boomerang" jako główny utwór z nowego wydawnictwa, jednakże sukces piosenki nie był zadowalający z powodu braku dostatecznej ilości grywania przez stacje radiowe (mimo to, utwór ten zajął miejsce w pierwszej dziesiątce notowania w Wielkiej Brytanii). Według Nicole, Will.i.am był głównym producentem albumu i współpracowali z takimi producentami i tekściarzami jak Afro Jack, Dallas Austin, Toby Gad czy Sandy Vee. Scherzinger mając w planie wydanie płyty w listopadzie miała wątpliwości co do uczestnictwa w kolejnej edycji X Factora, gdyż promocja wydawnictwa zbiegałaby się z odcinkami na żywo w studiu. W efekcie jednak Nicole została jurorem w 10. edycji programu jednocześnie wstrzymując się z zamiarem wydania drugiej płyty.
W lutym 2014 roku pojawiła się wiadomość, że Nicole Scherzinger podpisała wielomilionowy kontrakt z Sony Music oraz jej siostrzaną wytwórnią RCA Records. Przy drugim albumie Nicole współpracowała z duetem producentów The Dream i "Tricky" Stewartem, którzy są wyłącznymi producentami nowego wydawnictwa. 20 maja na swoim koncie społecznościowym Twitter, Nicole podała informację o tym, iż kręci teledysk do nowego singla na plaży w Malibu. Trzy dni później, artystka podała tytuł singla oraz datę premiery radiowej utworu. 29 maja całość utworu została zamieszczona na oficjalnym profilu Nicole na portalu SoundCloud.

## Kompozycja
"Your Love" to utwór w stylu dance i pop z elementami muzyki house. Piosenka zaczyna się beatem w stylu rave z towarzyszącym pianinem. W trakcie trwania zwrotek, Nicole odwołuje się do Michaela Tysona oraz M.C. Hammera. Refren piosenki głównie opiera się na powtarzaniu frazy "do-do-do-do-do".

## Lista utworów
| Digital download | Digital download | Digital download |
| Nr               | Tytuł utworu     | Długość          |
| ---------------- | ---------------- | ---------------- |
| 1.               | „Your Love”      | 4:22             |

| Remixes - EP | Remixes - EP                              | Remixes - EP |
| Nr           | Tytuł utworu                              | Długość      |
| ------------ | ----------------------------------------- | ------------ |
| 1.           | „Your Love (Cahill Radio Remix)”          | 3:23         |
| 2.           | „Your Love (Cahill Club Remix)”           | 5:54         |
| 3.           | „Your Love (Mike Delinquent Radio Remix)” | 3:03         |
| 4.           | „Your Love (Mike Delinquent Club Remix)”  | 4:40         |
| 5.           | „Your Love (Belanger Remix)”              | 5:06         |

## Personel
- Josh Drucker – asystent inżyniera
- Manny Dominick – perkusja
- Brian Gardner – inżynier masteringu
- Jordan Lewis – asystent inżyniera
- Terius "The-Dream" Nash – producent, tekściarz
- Brian Thomas – inżynier dźwięku
- Brent Paschke – gitara
- Nicole Scherzinger – wokal
- Bart Schoudel – producent, tekściarz
- Christopher "Tricky" Stewart – producent, tekściarz
- Bart Schoudel – producent, inżynier
- Pat Thrall – wydawca
- Andrew Wuepper – inżynier miksowania